# Josef Streb
Josef «Sepp» Streb (16 de abril de 1912-22 de agosto de 1986) fue un futbolista alemán que jugaba como delantero.

## Selección nacional
Formó parte de la selección alemana que obtuvo el tercer lugar en la Copa del Mundo de 1934, pero no jugó ningún partido durante el torneo.

### Participaciones en Copas del Mundo
| Mundial                        | Sede   | Resultado    | Partidos | Goles |
| ------------------------------ | ------ | ------------ | -------- | ----- |
| Copa Mundial de Fútbol de 1934 | Italia | Tercer lugar | 0        | 0     |

## Clubes
| Club          | País          | Año |
| ------------- | ------------- | --- |
| Wacker Múnich | Alemania nazi | ¿-? |